# Albert Augustus Pope

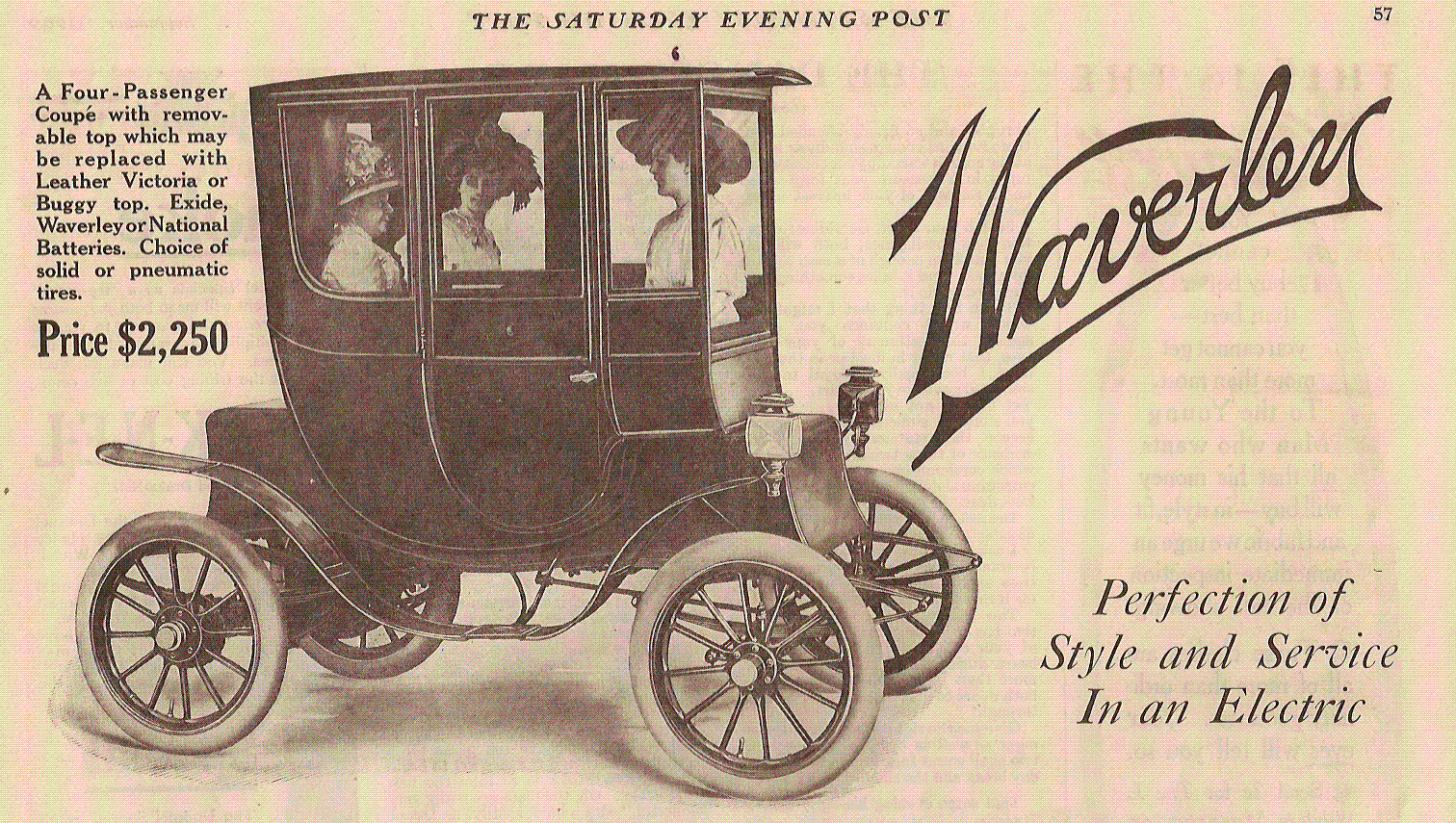
Pope Waverley Coupe (1910)

Albert Augustus Pope (20 de mayo de 1843 – 10 de agosto de 1909) fue un industrial estadounidense, importador, promotor y fabricante de bicicletas; y posteriormente de automóviles. Alcanzó el grado de teniente coronel en el Ejército de la Unión.

## Primeros años
Pope nació en 1843 en Boston, Massachusetts, hijo de Charles Pope y de Elizabeth Bogman. Su padre descendía de una línea originaria de Nueva Inglaterra, dedicada al negocio de la madera desde 1660, pero Charles optó por la especulación inmobiliaria. Su abuelo materno, el capitán James Bogman, desapareció en el mar tras partir de Norfolk (Virginia), cuando Elizabeth era una adolescente. Albert era uno de los ocho hermanos Pope.
Alrededor de 1845, Charles Pope se independizó del negocio familiar, adquiriendo su primera parcela en Brookline (Massachusetts), un poblado cercano a Boston. En 1846 la familia se trasladó a Milton, Massachusetts, a una gran casa en la calle Harvard de Brookline. Solicitó préstamos garantizados con sus antiguas propiedades para acumular más parcelas en Harvard Place y en las calles Summer, Vernon y Washington. Cuando estas parcelas obtenían acceso al tranvía, o se rumoreaba que podían obtenerlo, las vendía con un considerable beneficio. Continuó acumulando propiedades en la década de 1850, pero una crisis financiera le obligó a vender sus tierras para pagar a sus acreedores.
William Pope, un hermano de Charles, se había trasladado a Brookline con anterioridad a 1850, llevando consigo a algunos de los primos de Albert, como su primo George, un año menor, con quien asistió a la Escuela de Gramática de Brookline.
Charles Pope nunca se recuperó de su crisis empresarial. Albert ya era el sostén de la familia con nueve años de edad: primero labrando campos, después vendiendo todo tipo de productos, y a los quince años, trabajando el Mercado de Quincy. Unos cuantos años más tarde trabajó como dependiente de una tienda por 4 dólares a la semana. Aun así un biógrafo de Albert Pope afirma que "un estudio de su vida sugiere que su amplia y bien relacionada familia le ayudó a salir adelante y que dejó la escuela más en busca de su propio beneficio que para satisfacer las necesidades de su familia." Otro historiador argumenta que Charles Pope había invertido con Albert en inmuebles de Boston, y que era uno de los accionistas fundadores de la Compañía Manufacturera Pope.

## Guerra civil americana
El 27 de agosto de 1862, con diecinueve años, Albert Pope se unió al Ejército de la Unión, alistándose al Regimiento 35 de Voluntarios de Massachusetts, con el cargo de subteniente. Su unidad cruzó el río Potomac el 7 de septiembre, y justo diez días más tarde, entraron en combate en la batalla de Antietam. El 35 de Massachusetts afrontó el fuego cruzado de los confederados, y quedó aislado detrás de las líneas del enemigo con su munición agotada antes de recibir la orden de retroceder. Setenta y nueve hombres de la unidad de Pope murieron aquel día. Pope sobrevivió a un brote de cólera, y su unidad sirvió en las batallas de Fredericksburg, Vicksburg, y Knoxville. Terminó la guerra como Capitán, recibiendo el título honorario de Teniente-Coronel "Brevet" por servicios destacados (el título de "Brevet" no conlleva aparejada autoridad o paga añadidas).

## Vida después de la guerra
Albert utilizó 900 dólares ahorrados de su salario militar para invertir en un negocio de suministro de zapatos situado en Dock Square de Boston. Después de un año, esta inversión le había rentado 9600 dólares, equivalentes a más de 100.000 dólares del año 2000. Aunque Albert dejó la escuela a una edad temprana, financió la educación universitaria de tres de sus hermanastros: las hermanas gemelas Emily y Augusta, y su hermano más joven, Louis. Emily y Augusta estudiaron medicina, y Louis se graduaría en un seminario y fue nombrado ministro. Su hermano mayor, un viudo llamado Charles, murió en 1868. Albert adoptó a su sobrino de siete años, Harry Melville Pope. Posteriormente, Emily y Augusta, ambas licenciadas en medicina, completaron sus estudios postdoctorales en Europa, con prácticas en el Hospital de Nueva Inglaterra. En 1886 fueron admitidas en la Sociedad Médica de Massachusetts.
Pope se casó el 20 de septiembre de 1871 con Abbie Linder, hija de George Linder y de Matilda Smallwood, de Newton, Massachusetts. Tuvieron cuatro hijos y una hija. Cuando se casó, Pope todavía mantenía a su hermano más joven Louis. Abbie tuvo dos niños durante los primeros años de su matrimonio: Albert Linder Pope en 1872 y Margaret Roberts Pope en 1874. Pope también alcanzó el éxito al expandir sus intereses empresariales a las carabinas de aire comprimido, a las máquinas de liar cigarrillos, y a la zapatería.

## Los años de las bicicletas

### Importaciones y las primeras Columbia

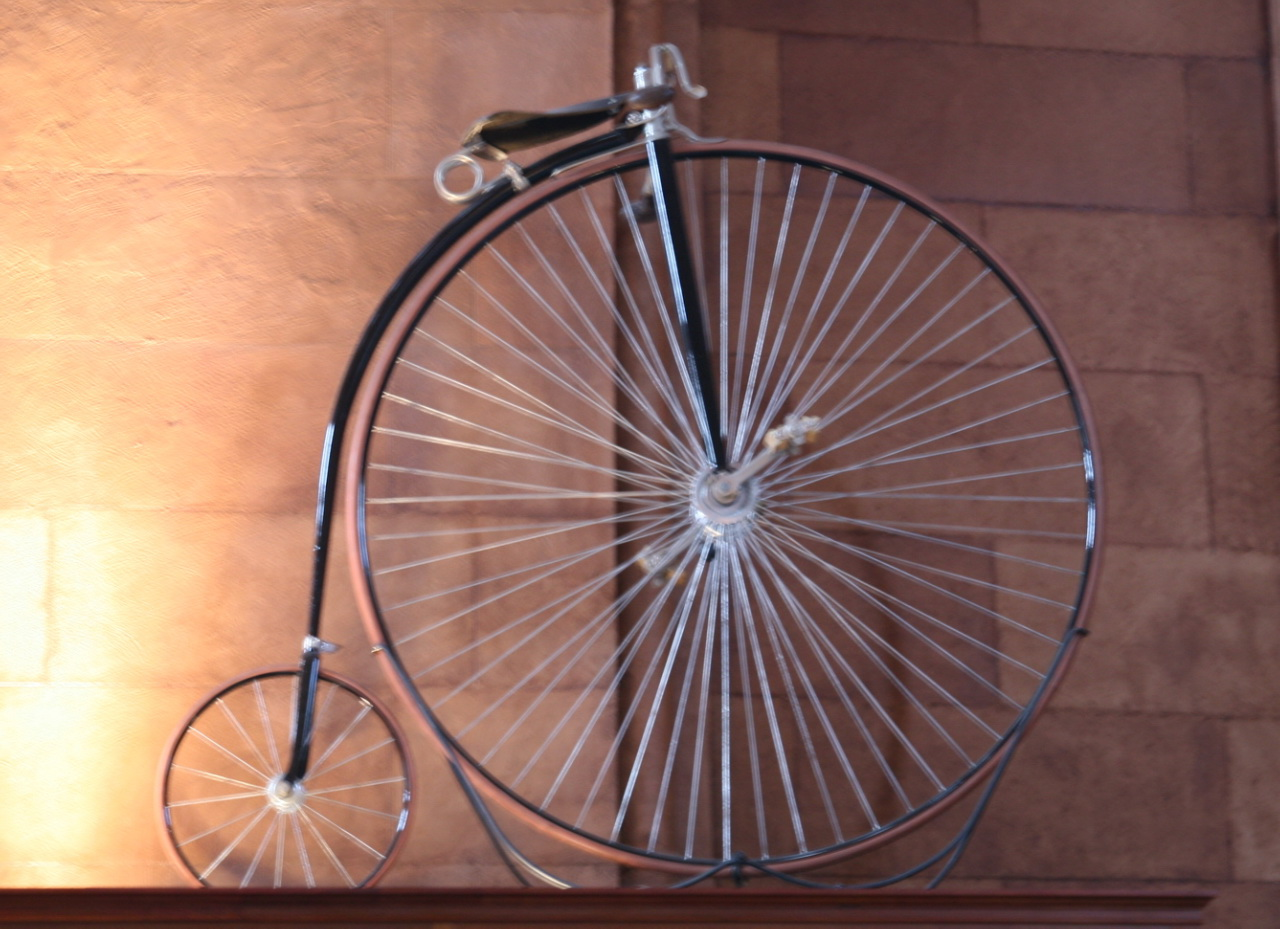
Columbia "Normal"

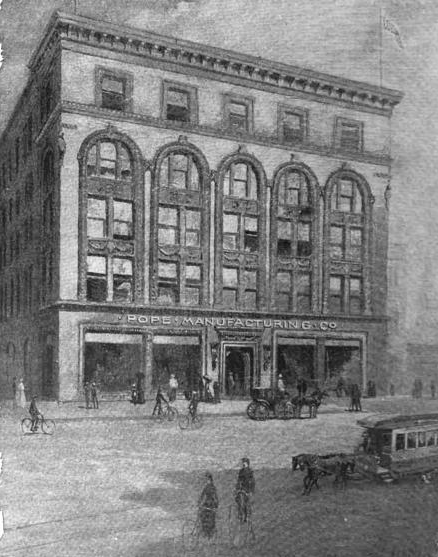
Fábrica Pope en Boston

Pope fue elegido miembro del Concejo Común de Newton en 1875. El verano siguiente, acudió a la Exposición Universal de Filadelfia en su condición de concejal de Newton. Allí vio una exhibición de biciclos ingleses, patrocinada por importadores de Baltimore. El fabricante inglés Haynes & Jefferies construía y exportaba copias del modelo Ariel con el permiso de James Starley y William Hillman. El diseño del Ariel presentado utilizaba un sistema de radios que permitía utilizar ruedas más grandes, y para demostrarlo, se exhibió un modelo de biciclo con una rueda de 84 pulgadas (2,13 m) de diámetro.
En 1877, el fabricante de bicicletas inglés John Harrington visitó a Pope durante una estancia en los Estados Unidos. Contrató a un mecánico para construir una bicicleta, completada en agosto de 1877 con un coste de 313 dólares. Harrington utilizó esta máquina para enseñar a Pope cómo se montaba. Pope hizo gestiones para importar ocho unidades del biciclo Excelsior Duplex del fabricante Bayliss, Thomas y Compañía de Coventry, Inglaterra. Las recibió en enero de 1878, y colocó un anuncio en la revista Bicycling World unos meses después para promocionarlas.
Pope ya había invertido unos 4000 dólares importando aproximadamente cincuenta bicicletas durante la primera mitad de 1878. En mayo, empezó a plantearse fabricar su propio biciclo. Conoció a George Fairfield, presidente de la Compañía de Máquinas de Coser Weed de Hartford. Pope cargó su Excelsior Duplex en el ferrocarril de New Port a Hartford, y acudió a la reunión en la fábrica de Weed montado en su biciclo. Le propuso a Fairfield que Weed fabricara cincuenta copias de esta bicicleta en un contrato inicial. Fairfield aceptó la oferta más adelante, y la fábrica completó el pedido en septiembre de 1878, siendo las primeras bicicletas comercializadas bajo la marca Columbia. Pope pasó a dirigir su nuevo negocio de bicicletas desde su oficina de la Compañía Manufacturera Pope en Boston.
Vendió un total de noventa y dos bicicletas en 1878, combinando importaciones y Columbias. En 1879 vendió aproximadamente 1000 Columbias, el último año en el que se vendieron las copias de la Excelsior Duplex. La demanda de sus bicicletas superó su capacidad para producirlas, así que anunció nuevas importaciones. Fairfield comenzó a retocar el diseño de los biciclos, mejorando el cabezal e incorporando un rodamiento a la dirección, lanzando el modelo Special. En 1880, uno de estos biciclos con una rueda de 48 pulgadas y totalmente niquelado costaba 132,50 dólares. El modelo Standar también se rediseñó, pudiendo adquirirse por 87,50 dólares.

### Control de patentes
Dos empresas estadounidenses formaron un cártel alrededor de las patentes en Estados Unidos para la fabricación de bicicletas poco después de que Pope se introdujera en esta industria: Richardson, basado en Boston; y la Manufactura McKee y Montpelier de Vermont. Richardson y McKee eran titulares de la patente de Pierre Lallement, con todavía seis años de vigencia. La fábrica de Montpelier había obtenido el control compartido a través de la negociación y de amenazas legales. La empresa basada en Vermont acusó a Richardson y McKee de infringir su patente de caballo balancín. Las dos compañías acordaron combinar sus patentes y fijar una tasa de entre 10 y 15 dólares por bicicleta, que aplicarían a otros productores americanos. Pope negoció por separado con las dos compañías y adquirió el control del acuerdo de patente. Continuó invirtiendo en patentes incluso remotamente relacionadas con la producción de bicicletas. Pleiteó contra los fabricantes de bicicletas rivales, logrando percibir una tasa de 10 dólares por cada unidad fabricada.

### Promoción de las bicicletas y el ciclismo
Pope gastó no menos de 8000 dólares en abogados por asuntos relacionados con las bicicletas. Cuando algunos gobiernos locales introdujeron restricciones o prohibiciones sobre el uso de la bicicleta, Pope lo vio como una amenaza a su negocio. En 1880, en respuesta a una prohibición de la Ciudad de Nueva York en contra del uso de bicicletas en Central Park, desencadenó una confrontación legal. Tres ciclistas montaron sus bicicletas en Central Park para desafiar la ley, sabiendo que Pope pagaría sus costes legales. Los ciclistas perdieron todos los pleitos y todas las apelaciones, y Pope les proporcionó el apoyo económico prometido.
Pope, con su hermano Arthur y su primo Edward, fue uno de los fundadores del Club Ciclista de Massachusetts.
Continuó importando biciclos de Europa y registrando patentes en EE. UU. de estos modelos. A comienzos de la década de 1890, había tomado el control de las patentes de bicicleta en los Estados Unidos. Casi cada fabricante de bicicletas de los EE. UU. pagaba a Pope alrededor de 10 dólares por bicicleta. Su marca de bicicletas era conocida como Columbia. A mediados de los años 1890, en plena "fiebre de la bicicleta", Pope fabricaba cerca de 250.000 bicicletas anualmente.
El principal problema para las bicicletas en estos tiempos era la carencia de carreteras adecuadas para utilizarlas. Pope, además de fabricante de bicicletas, era un ciclista entusiasta, y estaba particularmente preocupado por este problema. Formó la Liga Americana de Ciclistas con el fin de activar las peticiones a los gobiernos para que mejoraran las carreteras.

## Automóviles

### Compañía de Automóviles Columbia

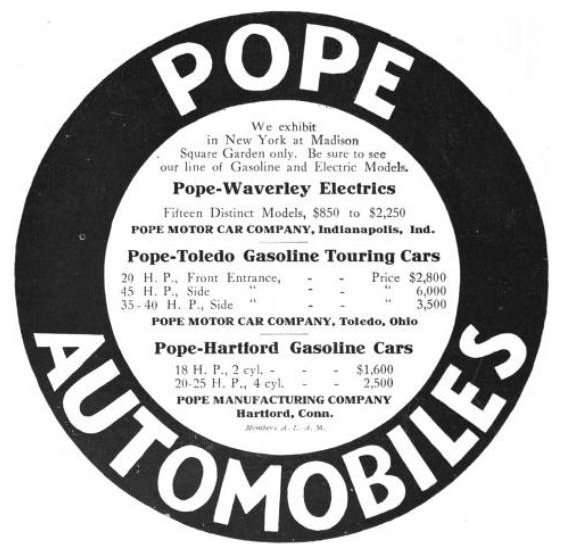
Anuncio de la Compañía Manufacturera Pope (1905)

A partir de 1896, empezó a diversificar la producción de automóviles. El ingeniero jefe del departamento de Transporte Motorizado de Pope era Hiram Percy Maxim. En 1897, rebautizó el Departamento de Transporte Motorizado con el nombre de Compañía Automovilística Columbia, organizándolo como un negocio independiente. Fue vendido a la Compañía de Vehículos Eléctricos, de la que también era inversor.
La empresa de Pope inició la producción de un automóvil eléctrico en Hartford, Connecticut, del que llegaron a producirse más de 500 unidades.
Pope intentó reintroducirse en el mercado de fabricación de automóviles en 1901, adquiriendo varias empresas pequeñas, pero el proceso era caro y la competencia en la industria estaba ya muy desarrollada.
Entre los años 1903 y 1915, la compañía operó distintas compañías automovilísticas: Pope-Hartford (1903–1914), Pope-Robinson, Pope-Toledo (1903–1909), Pope-Tribune (1904–1907) y Pope-Waverly.
Pope se declaró en bancarrota en 1907, y abandonó la industria del automóvil en 1915.

Es reconocido como el primer fabricante de coches en utilizar técnicas de producción en masa. En 1900, las fábricas de Pope en Hartford produjeron más vehículos de motor que cualquiera otra fábrica en el mundo.

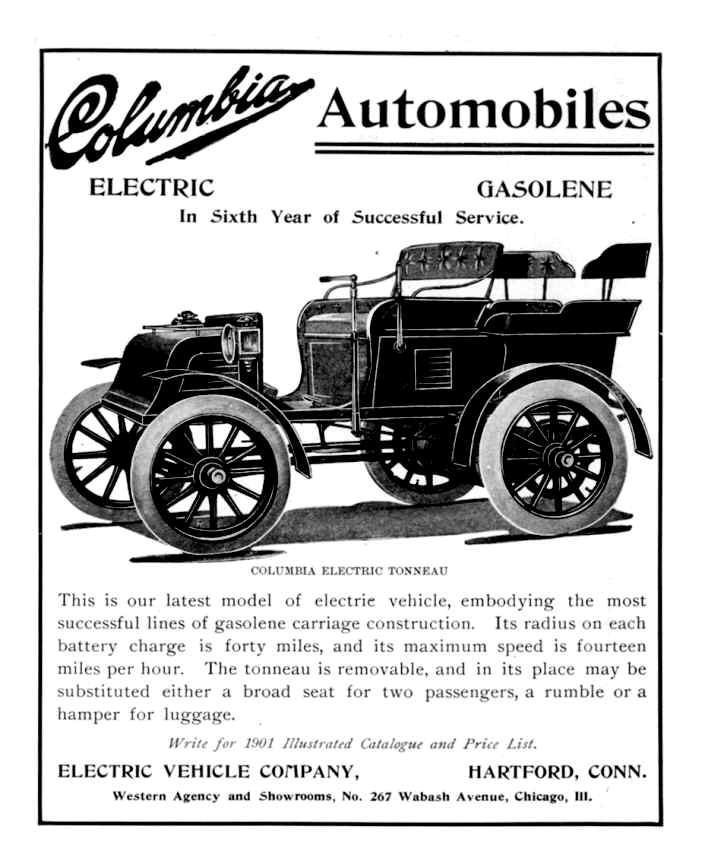
Anuncio del Columbia Eléctrico (1901)
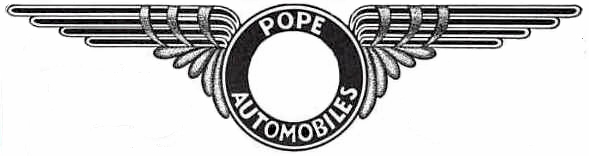
Logotipo de la Compañía de Automóviles Pope (1903)
Pope Toledo Tonneau (1904)
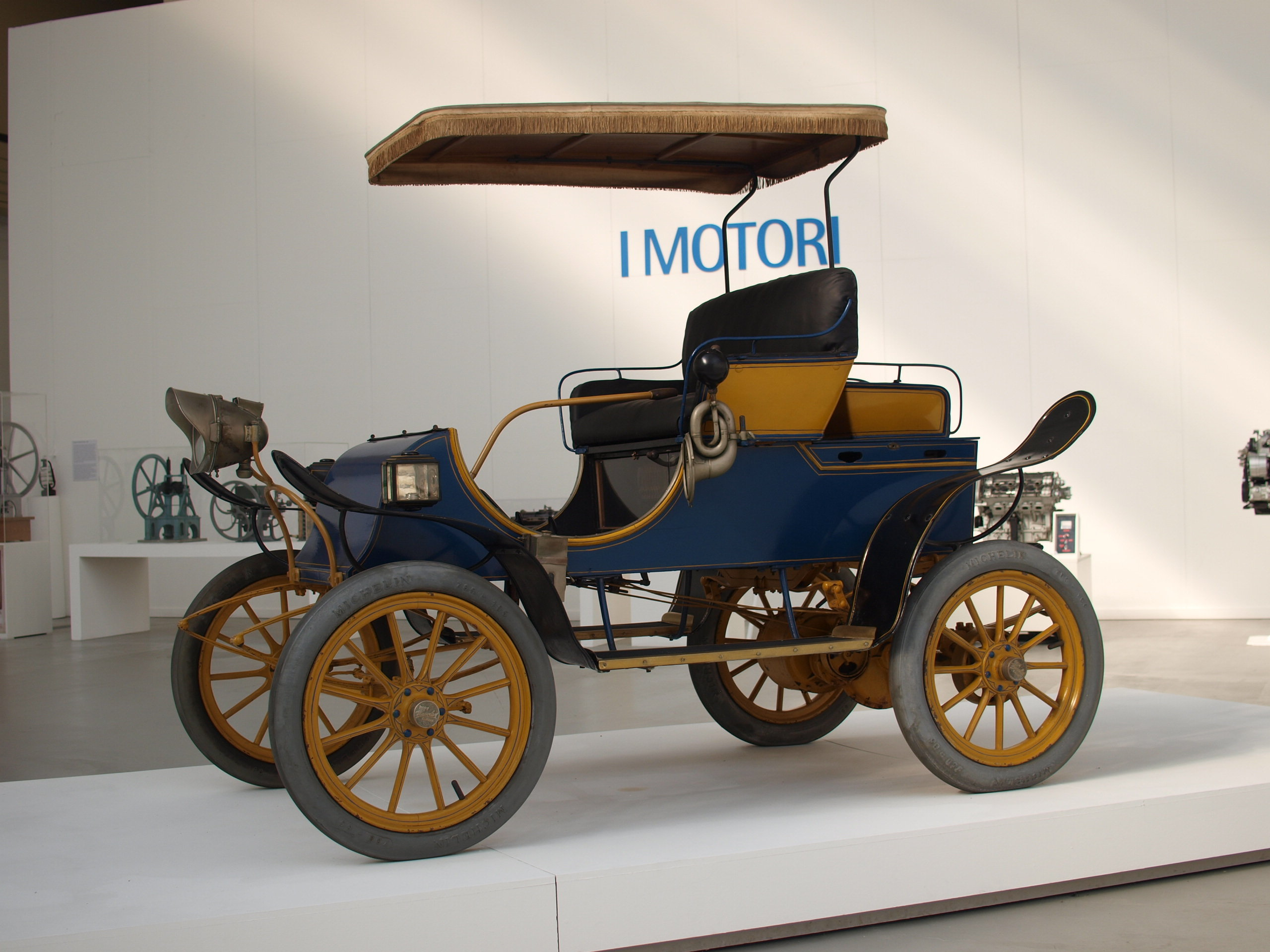
Pope Toledo (1907)
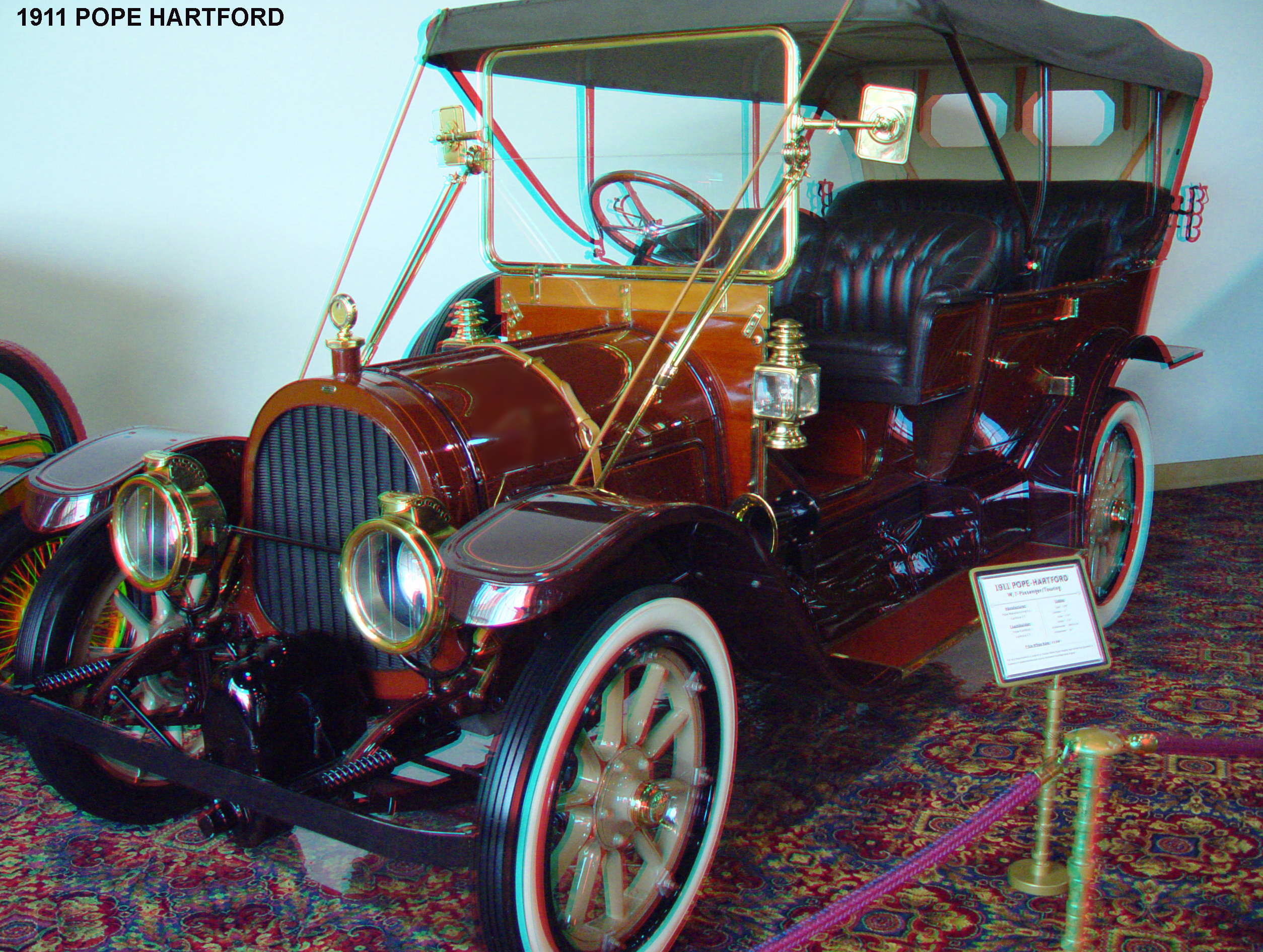
Pope Hartford (1911)
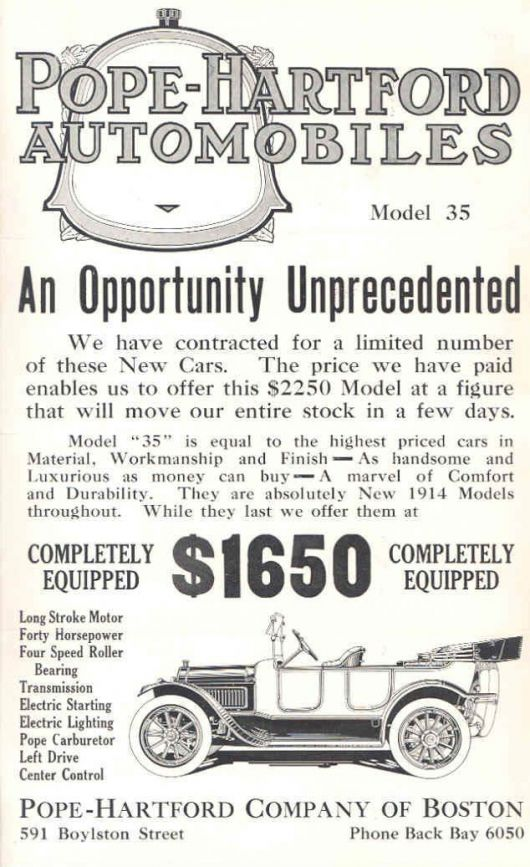
Anuncio del Pope Hartford (1914)

## Muerte
Murió el 10 de agosto de 1909. Está enterrado en el Cementerio y Crematorio de Forest Hills, en Jamaica Plain, Massachusetts.

## Legado
Tras su muerte, algunas compañías formaron la Compañía del Motor de los Estados Unidos. El imperio de Pope colapsó en 1913. Fundó el Parque Pope, en Hartford, Connecticut, y lo donó a la ciudad.

## Compañías de Pope
- Compañía Automovilística Pope
- Compañía de Bicicletas Americana